# Бабушкин, Николай Фёдорович
Никола́й Фёдорович Ба́бушкин (19 ноября (2 декабря) 1913, Богородск — 29 января 1969, Томск) — советский литературовед и фольклорист, доктор филологических наук, специалист по М. Ю. Лермонтову, профессор кафедры советской литературы Томского государственного университета, декан факультета русского языка и литературы Самаркандского педагогического института; майор Советской армии, член КПСС (с 1939).

## Биография
Родился в Богородске 19 ноября (2 декабря) 1913 года в семье рабочего-текстильщика; мать — Мария Васильевна (ум. 1955). После окончания девятилетней школы в Ногинске в 1930 году был чернорабочим на Глуховской ткацкой фабрике. С февраля по август 1932 года заведовал общим отделом Ногинского райисполкома; в том же году его направили учиться по комсомольской путёвке на факультет русского языка и литературы Ленинградского государственного педагогического института (ЛГПИ). В течение двух лет он, состоя в литературном кружке института, работал над темой «Полемика В. Белинского и С. Шевырева о М. Лермонтове»: вёл поиски в архивах, изучал рукописи Лермонтова. Получал стипендию имени Максима Горького; был секретарём комитета ВЛКСМ. В 1936 году, по окончании института, получил диплом с правом преподавания русского языка и литературы в средней школе и был направлен в Череповецкое педагогическое училище. С октября 1938 по май 1941 года, учился в аспирантуре кафедры русской литературы ЛГПИ (член КПСС с 1939); с июня 1941 по март 1943 — состоял доцентом на кафедре литературы Самаркандского педагогического института; был также деканом факультета русского языка и литературы.
В мае 1942 года защитил диссертацию «Кавказские поэмы М. Ю. Лермонтова»  (официальные оппоненты Н. Л. Бродский и Н. К. Пиксанов)  и стал кандидатом филологических наук. В марте 1943 года, став добровольцем, начал учиться в ташкентском Высшем военно-педагогическом институте РККА (до ноября); затем был политработником в действующей армии. В период с декабря 1943 по октябрь 1944 гг. был инструктором политического отдела 104-й стрелковой дивизии на Карельском фронте, а вплоть до сентября 1945 года — старшим инструктором политотдела 133-го стрелкового корпуса. Следующий год он состоял лектором политотдела 33-го стрелкового корпуса. За время Великой Отечественной войны побывал в Финляндии, Норвегии, Болгарии, Румынии, Венгрии, Австрии и Югославии.
В 1946 году, имея звание майора, Бабушкин был демобилизован и направлен на работу в Томск: здесь 26 августа он стал доцентом и заведующим кафедрой русской литературы историко-филологического факультета Томского университета, а в 1951 году — исполнял обязанности заведующего кафедрой русского языка; в 1950—1951 годах редактировал газету «За советскую науку». Более года, в период с 5 сентября 1951 по 20 октября 1952 года был деканом историко-филологического факультета. В 1966 году защитил в Институте мировой литературы диссертацию «О марксистско-ленинских основах теории народно-поэтического творчества», став доктором филологических наук — работы Бабушкина в области изучения фольклора получили неоднозначную оценку в литературоведении[уточнить]. С 27 марта 1967 года — профессор университета.
Николай Бабушкин был женат на заведующей кафедрой философии Томского политехнического института (ТПИ) Марии Алексеевне Бабушкиной (1909—1969); после смерти мужа она передала его библиотеку в дар кафедре советской литературы Томского университета. В семье было двое детей: Николай (род. 1937) и Лев (род. 1939).

## Работы
Н. Ф. Бабушкин — автор четырёх монографии и более пятидесяти статей:
- «Демон» М. Ю. Лермонтова // Труды Самаркандского педагогического института, 1942;
- Из творческой истории «Демона» М. Ю. Лермонтова: Текстологический очерк о второй и третьей редакциях «Демона» // Ученые записки ТГУ. 1951. № 16;
- Выдающийся русский писатель-революционер А. Н. Радищев в Томске // Русские писатели в Томске. Томск, 1954;
- Н. И. Наумов // Русские писатели в Томске. Томск, 1954;
- Проблема приоритета коллективного народно-поэтического творчества перед индивидуальным творчеством в свете марксистско-ленинского учения о роли народных масс и личности в истории // Труды ТГУ. 1957. № 139;
- Устно-поэтическое творчество народов в трудах В. И. Ленина. Томск, 1958;
- Проблема взаимосвязи жанра и стиля в русском фольклоре // Специфика жанров русского фольклора. Горький, 1961;
- О некоторых специфических чертах фольклора как формы общественного сознания народных масс // Ученые записки ТГУ. 1962. № 42;
- О специфике стиля в художественной литературе и народно-поэтическом творчестве // Ученые записки ТГУ. 1962. № 42;
- Современное народно-поэтическое творчество и проблемы реализма // Ученые записки ТГУ. 1962. № 42;
- Анатоль Франс и фольклор // Ученые записки ТГУ. 1964. № 8;
- Как отыскалась новая редакция «Демона» //Молодой ленинец . 1964. 14 октября — Электронный ресурс: vital.lib.tsu.ru.
- Композиция литературного произведения как творческий процесс // Ученые записки ТГУ. 1966. № 62;
- Творчество народа и творчество писателя. Новосибирск, 1966.